# Skerries Exteriores
Las Skerries Exteriores (del inglés: Outer Skerries) son un grupo de islas en el archipiélago de las islas Shetland, Escocia. A veces se les llama simplemente Skerries, aunque ello puede llevar a confusión con las Pentland Skerries.
Las Skerries Exteriores se encuentran ubicadas a unos 7 km al noroeste de Whalsay, y constituyen el territorio más oriental de Escocia, a 320 km de Noruega.
Las islas principales, todas de pequeño tamaño, son Housay, Bruray y Grunay. Las Skerries Exteriores albergan una población de 76 habitantes. Solo Housay y Bruray están pobladas, y están conectadas por un puente. Las islas cuentan con escuela primaria y secundaria, dos tiendas, una fábrica de procesamiento de pescado y una iglesia. La escuela secundaria es la segunda más pequeña del Reino Unido: en 2004 solo tenía dos alumnos. La principal industria del grupo de islas es la pesca.

## Bruray
Constituye el territorio más oriental de Escocia. Un ferry conecta las Skerries Exteriores con Vidlin y Lerwick en la isla Mainland. La isla de Bruray, conectada con las otras islas habitadas de las Skerries Exteriores, alberga la escuela más pequeña de Escocia. El Puente Skerries (Skerries Bridge) fue construido en 1957 para conectar esta isla con la isla vecina de Housay.

## Housay
Housay es la mayor de las tres islas que componen el grupo de las Skerries Exteriores, los territorios más orientales de las islas Shetland. La isla tiene una población aproximada de 45 personas y alberga una oficina de correos, dos tiendas, una iglesia y el ayuntamiento. El Puente Skerries (Skerries Bridge) fue construido en 1957 para conectar esta isla con la isla vecina de Bruray.

## Grunay
Grunay (no confundir con Gruney, isla al norte de Shetland) es una isla deshabitada.
La isla alberga el faro de Bound Skerry, el punto más oriental de Escocia. Desde 1972 el faro funciona de forma automatizada. .